# Phyllosticta ranunculorum
Phyllosticta ranunculorum är en svampart som beskrevs av Sacc. & Speg. 1878. Phyllosticta ranunculorum ingår i släktet Phyllosticta och familjen Botryosphaeriaceae.   Inga underarter finns listade i Catalogue of Life.